# Episinus bifrons
Episinus bifrons là một loài nhện trong họ Theridiidae.
Loài này thuộc chi Episinus. Episinus bifrons được Tord Tamerlan Teodor Thorell miêu tả năm 1895.